# Linux-libre
Linux-libre je svobodné jádro operačního systému, které je založeno na původním linuxovém jádru. Je zastřešeno a vyvíjeno FSF Latinská Amerika.
Cílem projektu je očistit jádro Linuxu od nesvobodného softwaru, který neumožňuje nebo znesnadňuje svoje ověření, kontrolu a přizpůsobení.
Částem, které neobsahují zdrojový kód, se říká binární blob a jde obvykle o proprietární firmware (a ovladače), který sice obecně je redistribuovatelný, ale nedává svým uživatelům svobodu modifikace a/nebo studia. Linux-libre je ukázkovým příkladem svobodného softwaru.

## Historie
Linux začal zahrnovat binární bloby v roce 1996. Práce na vyčištění od binárních blobů začala v roce 2006 s gNewSense's vyhledávačem firmwaru a generátorem kernelu. Tyto práce pokračovaly distribucí BLAG Linuxu v roce 2007 se softwarem deblob, který Linux-libre zrodil.
Poprvé vydal Linux-libre Free Software Foundation Latin America (FSFLA). Pak byl schválen Free Software Foundation jako hodnotná součást totally free Linux distributions. V březnu 2012 se stal balíčkem GNU. Správcem projektu je Alexandre Oliva.

## Odstraňování proprietárního firmwaru

### Metody
Proces odstraňování je umožněn použitím scriptu jménem deblob-main. Tento skript je inspirován jiným, použitým v linuxové distribuci gNewSense. Jeff Moe provedl jeho dílčí modifikace pro dosažení určitých požadavků pro jeho použití v distribucích BLAG Linux and GNU. Vznikl jiný skript jménem deblob-check, který je použit pro kontrolu, zda zdrojový soubor kernelu, nebo patch nebo komprimovaný soubor zdrojů obsahuje software, který je proprietární.

### Dopady
Odstranění proprietárního software, umožnění studia a modifikace software má výrazné praktické dopady na použití a běh takového systému. Ty jsou pozitivní i negativní.
Výhody zahrnují odstranění firmwaru, u kterého nemůže být zkontrolována a opravena jeho správná a bezpečná funkce. Takový software může obsahovat malware přímo od výrobce, a není možné provést bezpečnostní audit tohoto softwaru. Dokonce i nevinná chyba by mohla ohrozit bezpečnost běžícího systému.
Nevýhodou odstranění proprietárního firmware z kernelu je snížení funkcionality toho hardwaru, který nemá svobodné ovladače. To zahrnuje některé zvukové karty, grafické karty, televizní přijímače a síťové karty (speciálně bezdrátové), podobně jako některá další zařízení. Pokud to je možné, je poskytována svobodná náhrada.

## Dostupnost
Zdrojový kód a předkompilované balíčky Linuxového kernelu zbaveného blobů, jsou dostupné přímo z distribucí, které používají Linux-libre skripty. Freed-ora je podprojekt který připravuje a spravuje RPM balíčky založené na Fedora kernelu. Zde jsou také předkompilované balíčky pro Debian a odvozené distribuce, jako je Ubuntu.

## Distribuce

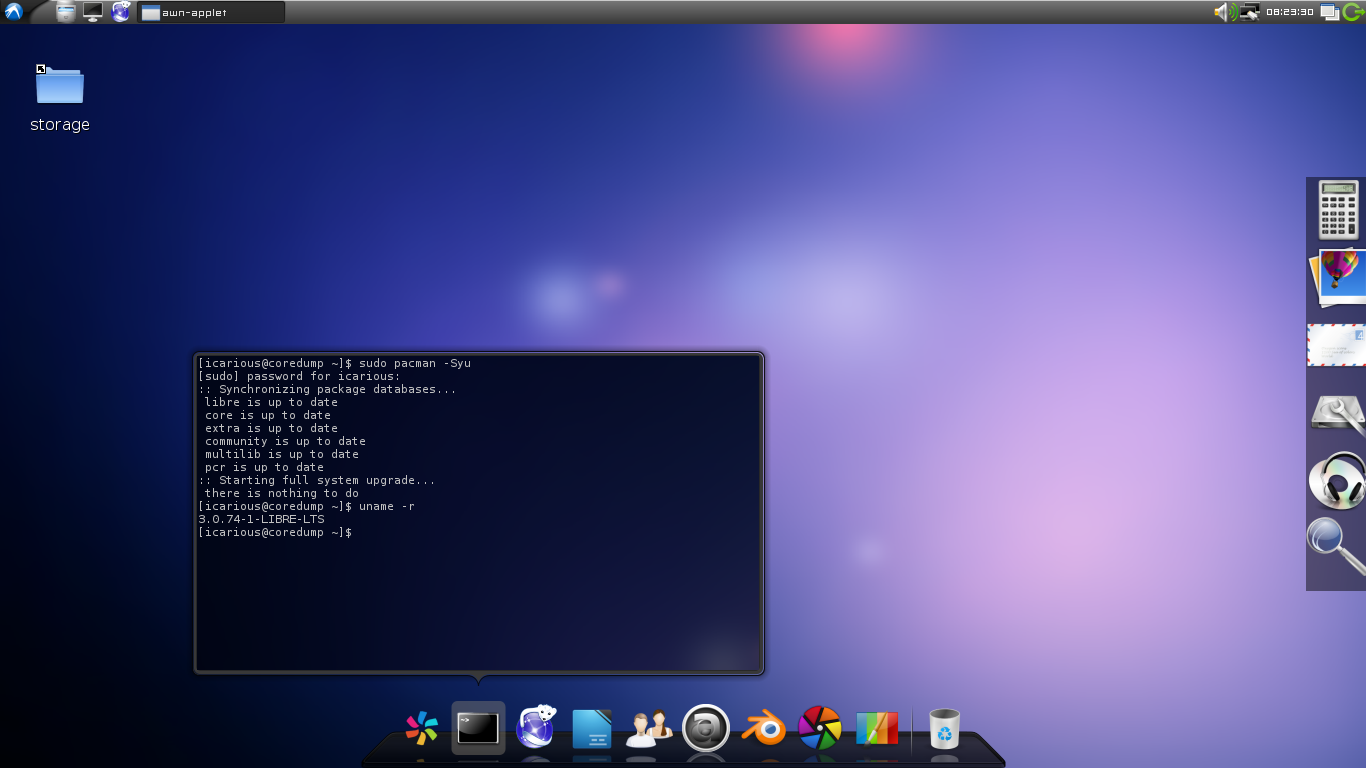
Parabola GNU/Linux používá Linux-libre jako svůj výchozí kernel.

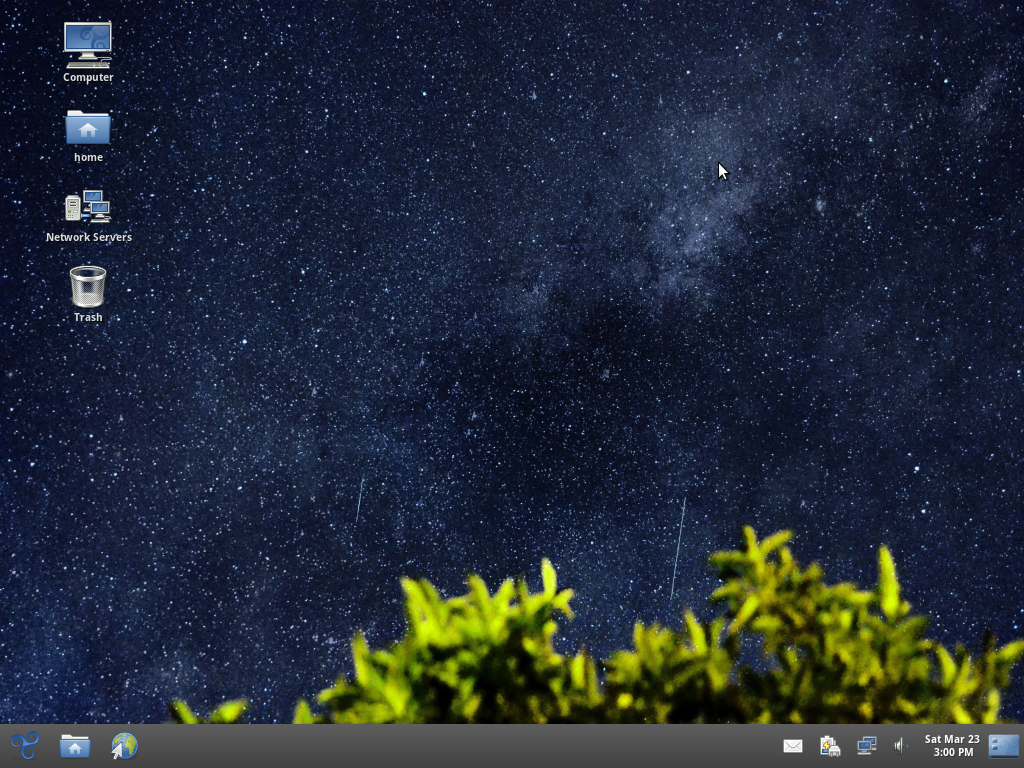
Trisquel používá 100% svobodný kernel založený na Linux-libre počínaje verzí 2.1.

Distribuce, ve kterých je Linux-libre použit jako výchozí kernel:
- Dragora GNU/Linux[13]
- Parabola GNU/Linux[14]
- Trisquel GNU/Linux[15]

- dyne:bolic[16]
- gNewSense
- Musix GNU/Linux[17]

Distribuce, ve kterých je Linux použit jako výchozí kernel a Linux-libre jako alternativní kernel:
- Arch Linux[18]
- Canaima[19]
- Debian
- Gentoo Linux[20][21]

## Související systémy

### GNU – GNU GPL (licence)
- Free Software Foundation (FSF) – organizace (nadace), která zastřešuje Projekt GNU
  - Projekt GNU – projekt původně Richarda Stallmana, který má za cíl vyvinout kvalitní a svobodný operační systém – GNU
    - GNU GPL – licence napsané Richardem Stallmanem a dalšími, k uskutečnění cílů Projektu GNU
      - GNU Hurd – svobodný operační systém založený na mikrokernelu GNU Mach, vyvíjený Projektem GNU
      - Linux (jádro) – jádro svobodného operačního systému, vyvíjené Linux Foundation; modulární monolitické jádro
      - Linux-libre – jádro svobodného operačního systému, vyvíjené dcerou FSF (FSFLA), fork Linux (jádro); modulární monolitické jádro

### BSD – BSD licence
- Berkeley Software Distribution – obchodní organizace při University of California, Berkeley, která vyvinula licenci BSD a používala pro práce nad operačním systémem BSD Unix.
  - BSD licence – licence organizace BSD, která používala pro BSD Unix a odvozená díla
    - FreeBSD – svobodný operační systém, který vznikl z BSD Unixu; modulární monolitické jádro
    - DragonFly BSD – svobodný operační systém, fork FreeBSD 4.8 s hybridním jádrem
    - NetBSD – svobodný operační systém, který vznikl z BSD Unixu (před FreeBSD); modulární monolitické jádro
    - OpenBSD – svobodný operační systém, fork NetBSD zaměřený na bezpečnost; monolitické jádro
    - MINIX 3 – svobodný operační systém; mikrojádro navržené a vytvořené profesorem jménem Andrew S. Tanenbaumem; kompatibilita s NetBSD